# Итар, Жан Марк Гаспар
Жан Марк Гаспа́р Ита́р (фр. Jean-Marc-Gaspard Itard; 1774—1838) — французский врач, получивший европейскую известность как специалист по болезням уха и слуха и изобретший, в частности, устройство для определения тонкости слуха акуметр.

## Биография
Родился в 1775 году.
В 1799 году назначен врачом Парижского заведения глухонемых и с этого времени опубликовал много работ и исследований об органе слуха, давших ему европейскую славу. Его «Трактат о болезнях уха и слуха», вышедший в 1821, стал целой эпохой в науке. Кроме того отиатрия (наука об ушных болезнях) обязана ему изобретением чрезвычайно остроумных инструментов для улучшения слуха. Итар ввёл такие операции, как прокол барабанной перепонки, причём он дал все показания для её использования. Своё значительное состояние он завещал Парижскому институту глухонемых и Медицинской академии, для выдачи каждые 3 года премий за лучшее сочинение по практической медицине или прикладной терапии.
Также известен как воспитатель «Аверонского дикаря», мальчика, который до двенадцати лет был изолирован от человеческого общества. Итар поставил себе целью доказать, что если заниматься с этим ребёнком должным образом, он сможет стать нормально развитым. «Дикарь» приобрел некоторые навыки, но нормального уровня развития так и не достиг. К примеру, он так и не научился говорить.
Умер в 1838 году.

## Книги и статьи Итара
- An Historical Account of the Discovery and Education of a Savage Man: Or, the First Developments, Physical and Moral, of the Young Savage Caught in the Woods Near Aveyron in the Year 1798 — описание случая «Аверонского дикаря»; английский перевод книги, изданный в 1802; ссылка на полный текст книги в свободном доступе.
- Mémoire et Rapport sur Victor de l’Aveyron (1801 et 1806), textes téléchargeables de Jean Marc Gaspard Itard,  — Случай «Аверонского дикаря», на французском языке.
- Hoffbauer, Johann-Christoph, Médecine légale relative aux aliénés et aux sourds-muets, ou Les lois appliquées aux désordres de l’intelligence avec des notes par MM. Esquirol et Itard, Paris : J.-B. Baillière, 1827.
- Itard, Jean Marc Gaspard. Traité des maladies de l’oreille et de l’audition / vol 1, Paris : Méquignon, 1842.
- Itard, Jean Marc Gaspard. Traité des maladies de l’oreille et de l’audition / vol 2, Paris : Méquignon, 1842.